# Pallavolo ai Goodwill Games - Torneo maschile
Il torneo maschile di pallavolo ai Goodwill Games è stata una competizione pallavolistica amichevole per squadre nazionali maschili, organizzata con cadenza quadriennale da Ted Turner, durante i Goodwill Games.

## Edizioni
| Edizione      | Edizione      | Podio            | Podio            | Podio    |
| Anno          | Organizzatore | Campione         | Seconda          | Terza    |
| ------------- | ------------- | ---------------- | ---------------- | -------- |
| 1986 Dettagli | Mosca         | Unione Sovietica | Stati Uniti      | Giappone |
| 1990 Dettagli | Seattle       | Italia           | Unione Sovietica | Cuba     |

## Medagliere
| Pos. | Squadra          | 1º posto | 2º posto | 3º posto | Totale |
| ---- | ---------------- | -------- | -------- | -------- | ------ |
| 1    | Unione Sovietica | 1        | 1        | 0        | 2      |
| 2    | Italia           | 1        | 0        | 0        | 1      |
| 3    | Stati Uniti      | -        | 1        | 0        | 1      |
| 4    | Giappone         | 0        | 0        | 1        | 1      |
| 4    | Cuba             | 0        | -        | 1        | 1      |